# Taikōki

Le Taikōki (太閤記) est une biographie de Toyotomi Hideyoshi qui accède à la fonction de tairō durant l'époque Azuchi-Momoyama du Japon. L'érudit confucéen Oze Hoan (小瀬甫庵) (1564–1640) publie l'ouvrage en 1626 durant le règne du troisième  shogun Tokugawa, Tokugawa Iemitsu. L’œuvre complète comporte vingt rouleaux. 
Le Taikōki montre l'influence des vues personnelles de Hoan sur l'histoire et l'interprétation du matériel historique. 
Parmi les romans historiques modernes basés sur le Taikōki on compte Shinsho Taikōki de Eiji Yoshikawa, Ihon Taikōki de Sōhachi Yamaoka et Shinshi Taikōki de Ryōtarō Shiba. Le roman de Yoshikawa sert de point de départ de la série télévisée Taiga drama Taikōki en (1965) de la NHK. Le roman de Shiba et d'autres de ses œuvres sont à l'origine d'un autre Taiga drama, Kunitori Monogatari en (1973).